# 格拉米斯 (加利福尼亞州)
格拉米斯（英語：Glamis）是位於美國加利福尼亞州因皮里爾縣的一個非建制地區。該地的面積和人口皆未知。

## 地理
格拉米斯的座標為32°59′51″N 115°04′19″W / 32.99750°N 115.07194°W，而該地的平均海拔高度為122米（即400英尺）。